# Classe Sovremenni
A Classe Sovremenni é a principal classe de navios de guerra ASuW da Marinha da Rússia. A sua designação soviética é Project 956 Sarych.
A sua principal função é atacar navios de guerra inimigos e, ao mesmo tempo, proporciona defesa marítima e aérea para os navios de guerra e transporta sob escolta. Ela complementa os destróieres da classe Udaloy em operações antissubmarino. Sua classe antecessora é a classe Kashin, e a sua sucessoras são as classes Udaloy e uma classe que será designada de Project 21956.

## Navios da classe
Fonte: russian-ship.info
|  |

| Nome                                                                                   | Estado                                       |
| -------------------------------------------------------------------------------------- | -------------------------------------------- |
| Sovremennyy - Современный -Modern                                                      | Descomissionado em 1998, desmanchado em 2003 |
| Otchayannyy - Отчаянный - Desperate                                                    | Descomissionado em 1998                      |
| Otlichnyy - Отличный - Excellent                                                       | Descomissionado em 1998                      |
| Osmotritelnyy - Осмотрительный - Circumspect                                           | Descomissionado em 1997                      |
| Bezuprechnyy - Безупречный - Impeccable                                                | Descomissionado em 2003                      |
| Boyevoy - Боевой - Militant                                                            | Desconhecido (não ativo)                     |
| Stoykiy - Стойкий - Steadfast                                                          | Descomissionado em 1998                      |
| Okrylennyy - Окрылённый - Winged                                                       | Descomissionado em 1998, desmanchado em 1999 |
| Burnyy - Бурный - Fiery (or Impetuous)                                                 | Desconhecido (não ativo)                     |
| Bystryy (715) - Быстрый -Quick (or Rapid)                                              | Ativo na Frota do Pacífico                   |
| Rastoropnyy - Расторопный -Prompt                                                      | Descomissionado em 2009                      |
| Bezboyaznennyy - Безбоязненный -Intrepid                                               | Desconhecido (não ativo)                     |
| Gremyashchiy (406) - Гремящий - Thunderous (originally Vedushchiy - Ведущий - Leading) | Em serviço na Frota do Norte                 |
| Bezuderzhnyy -Безудержный - Impetuous (or Unstoppable)                                 | Desconhecido (não ativo)                     |
| Bespokoynyy (620) - Беспокойный -Restless                                              | Em serviço na Frota do Báltico               |
| Nastoychivyy (610) - Настойчивый Persistent (originally Moskovskiy Komsomolets)        | Em serviço na Frota do Báltico               |
| Admiral Ushakov (434)- (originally Besstrashnyy - Бесстрашный Fearless)                | Em serviço na Frota do Norte                 |
| Construídos e vendidos à China                                                         |                                              |
| Vazhnyy - Важный - Eminent (Hangzhou (136) - 杭州                                      | Em atividade                                 |
| Vdumchivyy - Вдумчивый - Thoughtful (Fuzhou (137) - 福州                               | Em atividade                                 |
| Taizhou (138) - 泰州                                                                   | Em atividade                                 |
| Ningbo (139)- 宁波                                                                     | Em atividade                                 |